# Spilosoma mollicula
Spilosoma mollicula là một loài bướm đêm thuộc phân họ Arctiinae, họ Erebidae.